# Lorenz Friedrich Mechlenburg

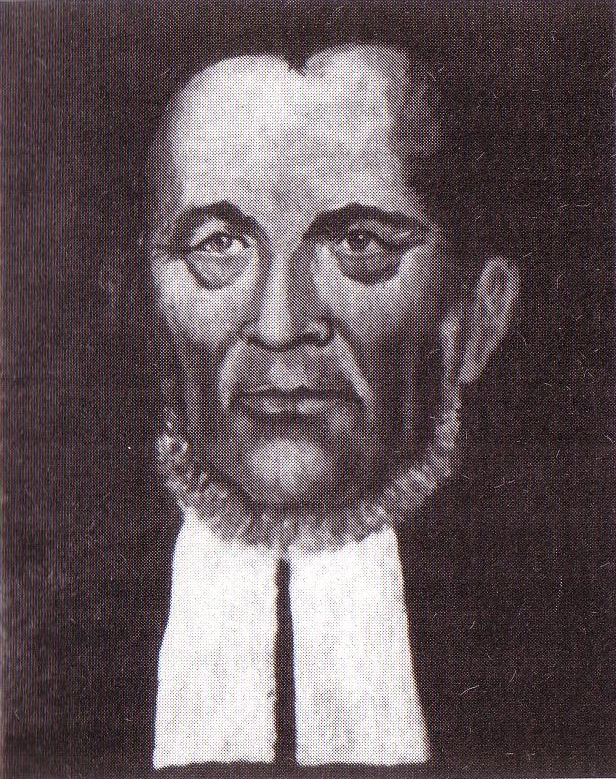
Lorenz Friedrich Marstrand Mechlenburg

Lorenz Friedrich Marstrand Mechlenburg (* 15. Februar 1799 in Nebel auf Amrum; † 15. Oktober 1875 ebenda) war ein dänischer evangelisch-lutherischer Pastor und nordfriesischer Dichter und Sprachforscher.

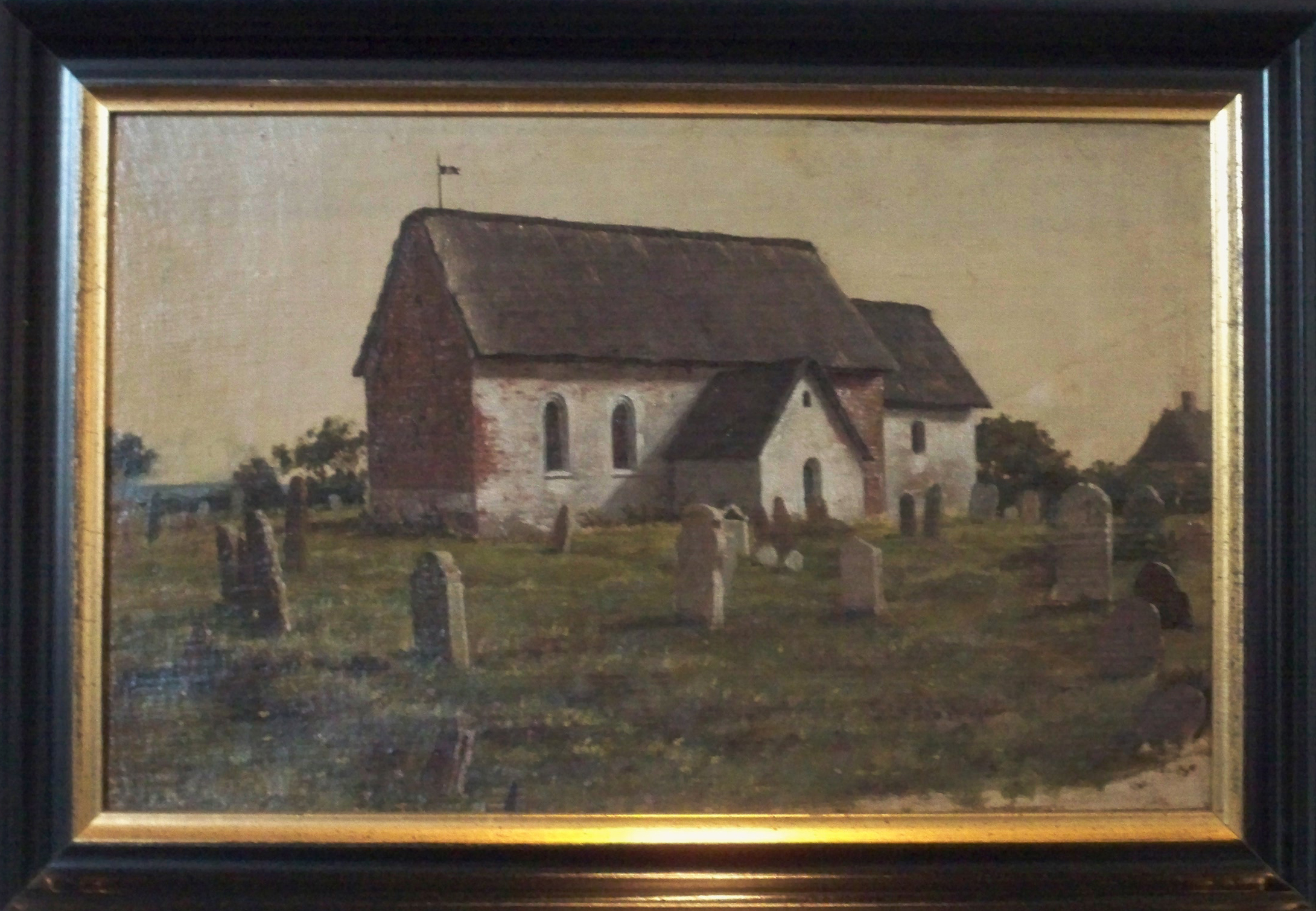
St. Clemens auf Amrum zu Mechlenburgs Lebzeiten

## Leben
Lorenz Friedrich Mechlenburg war der Sohn des Pastors an der Amrumer St.-Clemens-Kirche Christian Riese Mechlenburg (1748–1833) und dessen Ehefrau Naemi Dorothea geb. Petersen (1770–1833). Von Kindheit an sprach er außer Deutsch und Dänisch den friesischen Dialekt der Insel Amrum Öömrang. Nach dem Besuch der Gelehrtenschule in Husum studierte er an der Universität Kopenhagen Theologie und lernte zudem mehrere europäische Sprachen. 1825 bestand er sein Examen und kehrte nach Amrum zurück, um seinen fast achtzigjährigen Vater bei der Amtsführung zu unterstützen. Als sein Vater 1827 nach 40 Amtsjahren emeritiert wurde, wurde Mechlenburg sein Nachfolger. Damit war er nach seinem Großvater Friedrich Marstrand Mechlenburg (1710–1778), der von 1739 bis zu seinem Tod amtierte, und seinem Vater der dritte Pastor aus der ursprünglich aus Norwegen stammenden Familie Mechlenburg auf Amrum. Im selben Jahr heiratete er die Amrumerin Matje Tückes (1806–1874), eine Cousine von Knut Jungbohn Clement, mit der er zehn Kinder hatte. Sein jüngerer Bruder Christian Riese Mechlenburg gründete 1836 die von König Friedrich VI. „Königlich privilegierte Apotheke“ in Leck. Mechlenburg, der sich auf seiner Heimatinsel sehr wohl fühlte, bat mit Rücksicht auf seine Familie 1842 um die Versetzung auf die besser dotierte Stelle an St. Laurentii auf Föhr, die gemeinsam mit Amrum ein Kirchspiel bildete. Da der Grund für die Bewerbung so offensichtlich rein materieller Art war, erhielt er die Stelle nicht, sondern blieb bis an sein Lebensende auf Amrum.

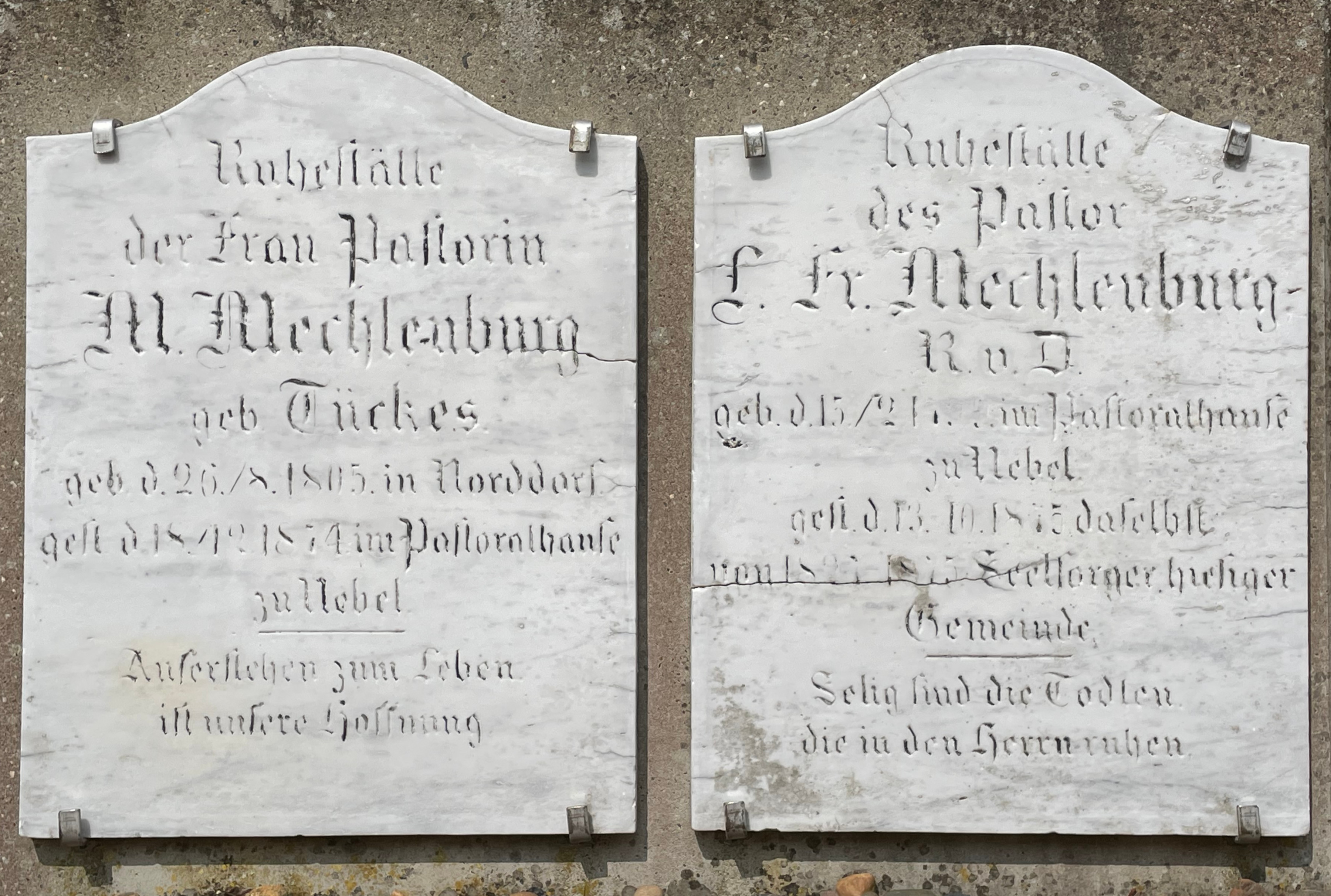
Grabplatten von Matje und Lorenz Friedrich Mechlenburg auf dem Alten Friedhof in Nebel (Amrum)

Obwohl Mechlenburg nach seinem Studium Amrum kaum noch verließ, war seine Gelehrsamkeit früh weit bekannt. So wurde er bereits 1828 zur Mitarbeit der Kopenhagener Kongelige Nordiske Oldskrift-Selskab eingeladen und stand in Korrespondenz mit Wissenschaftlern in fast ganz Europa. In den Jahren nach 1840 widmete er sich der Erforschung der friesischen Sprache. Dieses Interesse war möglicherweise durch die Verwandtschaft mit Nikolaus Outzen befördert worden, dessen Tochter mit Mechlenburgs Onkel, dem Kopenhagener Apotheker Friedrich Mechlenburg verheiratet war. Neben der Sprachforschung betrieb er auch Archäologie und Naturkunde. Seine Sammlung von heimischen Mineralien sowie Conchylien und „Curiositäten“, die die Seefahrer unter seinen Gemeindegliedern ihrem Pastor von ihren Reisen mitbrachten, galt als Sehenswürdigkeit.
Die nordfriesischen Volksfeste 1844 und 1845 versuchte Mechlenburg als Anlass zu nehmen, Mitarbeiter für eine gesamtfriesische Zeitschrift und ein friesisches Wörterbuch zu werben. Allerdings galt das Interesse in den Jahren vor der schleswig-holsteinischen Erhebung weniger der friesischen Sprache an sich, als vielmehr der Zugehörigkeit Nordfrieslands zu Schleswig-Holstein, wie sie Clement und Christian Feddersen propagierte. Anders als die meisten anderen nordfriesischen Sprachforscher seiner Zeit stand Mechlenburg jedoch loyal zu Dänemark. 1853 war er Kandidat zum Folketing. 1860 verlieh ihm der dänische König Friedrich VII. bei seinem Besuch auf Amrum den Danebrog-Orden. 1864 überlegte er sogar, als Protest gegen die preußische Annexion Schleswig-Holsteins sein Pfarramt aufzugeben. Diese prodänische Haltung führte zum Zerwürfnis mit dem eine Generation jüngeren Moritz Momme Nissen, für dessen Anstellung als Lehrer in Nebel er sich 1858 eingesetzt hatte.

## Werk
Mechlenburgs erste Veröffentlichung im Selbstverlag war 1847 ein Gedicht in Fering unter dem Titel Gesang in der Westerlandföhrer Mundart, verfaßt vor 130 Jahren von Pastor M. Flor. 1851 druckte die Zeitschrift für Deutsches Alterthum eine Sammlung von Sprichwörtern von Amrum und Föhr.
Erheblich umfassender ist sein handschriftlicher Nachlass in der Staats- und Universitätsbibliothek Hamburg und im Öömrang Archiif im Öömrang Hüs in Nebel, der neben seiner reichhaltigen Korrespondenz Niederschriften Amrumer Märchen, Lieder und Sprichwörter sowie Arbeiten über Grammatik, Lautlehre und Wortschatz des Öömrang und die Geschichte Amrums enthält. Besonders wichtig ist dabei das Amrumer Wörterbuch oder Lexicon alphabetisch geordnet nach dem Amrumer Dialekt, das Mechlenburg 1854 fertigstellte. Daneben existieren Abschriften, die Mechlenburg von Lexika anderer friesischer Dialekte erstellte, die ebenfalls nur handschriftlich überliefert sind, wobei das Original häufig verloren ging, wie das Wörterbuch des Pastors Friedrich Feddersen (1790–1863) aus Stedesand, des Bruders des oben erwähnten Christian Feddersen.

### Gedruckte Schriften
- Gesang in der Westerlandföhrer Mundart. Joh. Ocken, Nieblum auf Föhr 1847.
- Friesische Sprichwörter: 1. Amrumer Mundart : 2. Nordmarscher Mundart. In: Zeitschrift für deutsches Alterthum. Bd. 8 (1851), S. 350–376 (Digitalisat).
- Nordfriesisches. In: Friesisches Archiv. Bd. 2 (1854), S. 323–342 (Digitalisat).
- Amrumer Wörterbuch (1854). 2 Bde., Nordfriesische Wörterbuchstelle der Christian-Albrechts-Universität, Kiel 1991 (Bausteine zur nordfriesischen Wortkunde; 1).